# Johann Otho
Johann Otho oder Johannes Hoste oder Oeste (* um 1520 in Brügge; † 6. Juni 1581 in Duisburg) war ein flämischer Humanist, Pädagoge, Kartograf und Gelehrter.

## Leben
Johann Otho wurde um 1520 in Brügge geboren. Er erwarb – vermutlich in Löwen – den Magistergrad.

### Gent
Um 1545 gründete er eine Schule in der Talleboomstraat (heute: Ursulinenstraat) am „Zandberg“ in Gent, in der er zunächst als „Ludimoderatorus“ wirkte. Zu Johann Othos Schülern, die er in Latein, Griechisch und Hebräisch unterrichtete, gehörten unter anderen
- Michael van der Hagen († 1617) aus Antwerpen; auch van der Haeghen, Verhagius u. ä., flämischer Dichter, und sein Bruder
- Jakob van der Hagen,
- François de la Kethulle (1531–1585), heer van Ryhove, Anführer der Calvinisten in Gent, Verbündeter Wilhelm von Oraniens,
- Lieven Tayart, 1579 Deputierter von Gent bei der Utrechter Union,
- Lucas Meyart († nach 1586), 1568 von Fernando Álvarez de Toledo, Herzog von Alba aus den Spanischen Niederlanden verbannt, immatrikuliert in Cambridge, Advokat, 1579 Deputierter von Gent bei der Utrechter Union, Schwager von Johann Othos Tochter Johanna,
- Paulus Knibbe († 1592), aus Tielt, auch Knibbius oder Keibbe, 1565 bis 1566 Lehrer am Collegium Sapientiae in Heidelberg, Dr. jur., flämischer Jurist und Diplomat (Staatsrat) im Dienst der Generalstaaten (ab 1578) und Dänemarks (seit etwa 1589), gestorben in London,
- Lukas Frytiers (1542–1566) aus Brügge, auch Lucas Fruterius, Lucius Frugi Pontanus, Philologe und Dichter in Brüssel, befreundet mit Janus Dousa (1545–1604),
- Frans Harduin († 1609) aus Gent; auch Harduwinus, neulateinischer Dichter, Korrektor der Druckerei von Christoffel Plantijn in Antwerpen,
- Levin Battus (1545–1591), aus Gent; Dozent für Mathematik in Rostock, Dr. med. in Venedig, seit 1584 Professor für Medizin in Rostock, Alchemist, Astronom,
- Adrian Damman, Herr von Bysterveldt († nach 1604) aus Gent; auch Hadrianus Dammannus u. ä, Philologe, Professor in Leiden, um 1589 von George Buchanan (1506–1582) als Professor an die Universität Edinburgh geholt, seit 1594 Agent (Botschafter) der Generalstaaten am schottischen Hof von König Jakob I. (1566–1625),
- Cornelis Taymont († um 1602),[3]
- Heinrich Smetius (1537–1614) aus Aalst; seit 1585 Professor der Medizin in Heidelberg, Dichter und Philologe,
- Levin Sander, auch Levinus Sanderus, 1561 in Bologna zusammen mit Smetius zum Dr. med. promoviert, Arzt in Gouda; Vater von Antonius Sanderus (1586–1664),
- Bonaventura Vulcanius (1538–1614) aus Brügge, Gelehrter, Übersetzer und Humanist,
- Hendrik van den Corput (1536–1601), auch Corputius,
- Jan Olieslaeger (1541–1622) aus Gent; auch Johannes Olivarius, nach 1566 in Duisburg, 1575 Professor für Griechisch und Eloquentz in Douai, daneben Studium der Rechtswissenschaft, Lic. jur.,
- Nikolaus van Utenhove († 1595), Herr von Markegem, Sohn des Humanisten und mehrmaligen Genter Bürgermeisters Karl von Utenhove d. Ä. (um 1500–1580), 1561 nach Kleve übersiedelt, 1577 bis 1584 einer der „18 beharrlichen Ratsherren“ in Gent, gestorben in Köln, und seine Brüder
- Karl von Utenhove (1563–1600), humanistischer Gelehrter (Philologe) und Dichter,
- Jakob van Utenhove († 1609), Studium in Montpellier, Dr. med.,
- Antonius van Utenhove († nach 1596) und
- Johann van Utenhove (* um 1545; † vor 1595), Studium in Zürich, Basel, Paris und Köln, Briefwechsel mit Heinrich Bullinger, nach 1577 als Ratsherr in Gent belegt, 1580 im Rat von Flandern, 1583 aus Gent ausgewiesen.

Smetius und Vulcanius tauschten 1610/11 in Briefen ausführlich Erinnerungen an ihre Schulzeit bei Otho und an ihre Genter Mitschülern aus. Vulcanius studierte 1554 zusammen mit den Brüdern Utenhove bei Otho Kallimachus-Hymnen, von denen er 1584 selbst eine Ausgabe besorgte. Karl von Utenhove d. J. verfasste 1556 ein dreiseitiges „Melydrion“ (Gedichtlein) über seine Schulzeit und würdigte seinen Lehrer Johann Otho in verschiedenen Epigrammen. Jan Olieschlager bezeichnete ihn als den „redegewandtesten Unterschulmeister“.
Johann Otho veröffentlichte verschiedene Bücher zum Schulunterricht. Er versuchte, seine Schüler zu sinngemäßen statt wörtlichen Übersetzungen anzuleiten:

„Haud dubium est mihi id.

Ic bent zeker. Ic en twifeler niet an.
De ce suis ie tout asseuré. Il ny at poynt de doubte.“

Otho brachte auch seiner Tochter Johanna Otho (um 1549–nach 1621), die später literarisch tätig war, eine umfassende humanistische Bildung nahe.
1551 erstellte er einen ersten geometrischen Stadtplan von Gent aus der Vogelperspektive.
Johann Otho gab einige Werke Plutarchs heraus, übersetzte sie aus dem Griechischen ins Lateinische und versah sie mit Kommentaren. Seine Ausgabe von De puerorum institutione (= Über die Kindererziehung) widmete er 1555 dem Genter Hoch-Bailli Adolf von Burgund-Wakken (1525–1568), Herrn von Kapelle, sowie den Genter Ratsherren Karl de Grutere († 1559), Herrn von Exaerde, und Adriaen Triest d. Ä. (um 1490–1561). 1556 widmete er De Complurium amicitia liber (= Buch von der Freundschaft mit mehreren) Ludovicus Blaserius (Ludwig bzw. Lodewijk de Blasere), Herrn von Idewalle, einem Genter Patrizier und Wassergrafen, De esu carnium commentarii duo (= Zwei Abhandlungen über das Fleischessen) im selben Jahr Jacques Draerius (Jacobus de Draeyere) († 1562), dem Abt von Kloster Boudelo, und De superstitione commentarius (= Abhandlung über den Aberglauben) François de Helfaut (Duffoult; Franciscus ab Hellefont; Frans van Helfaut) († 1564) aus der Familie der Seigneurs d'Averhoult, dem Abt der Sankt-Peters-Abtei auf dem Blandinberg und späteren (1562 bis 1564) Bischof von Gent.

### Duisburg
1557 musste Johann Otho als verfolgter Protestant aus Flandern fliehen. Er zog mit seiner Familie in das niederrheinische Exil nach Duisburg im Herzogtum Kleve unter Herzog Wilhelm V. (1516–1592). In das benachbarte Schloss Friemersheim war Karl von Utenhove d. Ä. geflohen. Einer Aufforderung des Dekans von Ronse – des flandrischen Inquisitor Pieter Titelmans (1501–1572) –, nach Gent zurückzukehren, leistete er keine Folge.
1558 veröffentlichte Otho eine Sammlung von Sentenzen, in denen er biblische Sprüche von Mose, Salomo, Daniel, Jesus Sirach, Jesus, Simon Petrus und Paulus von Tarsus, Zitate der Sieben Weisen Kleobulos, Solon, Chilon von Sparta, Pittakos, Thales, Bias von Priene und Periander sowie Weisheitssprüche von Aristippos, Diogenes, Sokrates, Krates, Zenon, Themistokles, Perikles und Iphikrates zusammenstellte. Das Buch widmete er in Duisburg Jacobus Goesius (van der Goes), einem jungen Mann (adulescens). Als Motto stellte der Weseler Drucker Pieter Overd’hage de Zuttere (* 1520; † 1604) an den Anfang und das Ende des Buches die antike Redensart „sat quercus“ bzw. „ἅλις δρυός, hális dryós“ = „genug von der Eiche; gemeint: genug vom (altgläubigen) Baum“ zwischen ein Kruzifix im Kornfeld (veritas = Wahrheit) und dem Baum der Versuchung (umbra = Finsternis), die den neuen und den alten Glauben repräsentieren. Peter de Zuttere hatte die Druckerei in Wesel von Jodocus Lambrecht (* um 1481; † um 1556/57) übernommen, der in Gent ein Drucker von Johann Otho gewesen war, und auch dessen Druckerzeichen abgewandelt.
Mag. Johann Otho unterhielt in Duisburg eine Privatschule, an der Gerhard Mercator (1512–1594) seine Kinder unterrichten ließ. 1559 wurde unter dem Rektor Heinrich Castritius Geldorp (1522–1585) das Duisburger Gymnasium gegründet, an dem Otho bis zu seinem Tode 1581 unterrichtete. Die Schule besuchten damals etwa 120 Schüler, darunter auch Internatsschüler aus Bremen, Emden und Düsseldorf. Unter seinen Kollegen waren Johannes Molanus (1510–1583), der 1563 Rektor in Bremen wurde, Liz. iur. utr. Cornelius Rhetius (1562 bis 1566 in Duisburg), Cornelis Wouters und Mag. Georg Cassander (1512–1566).

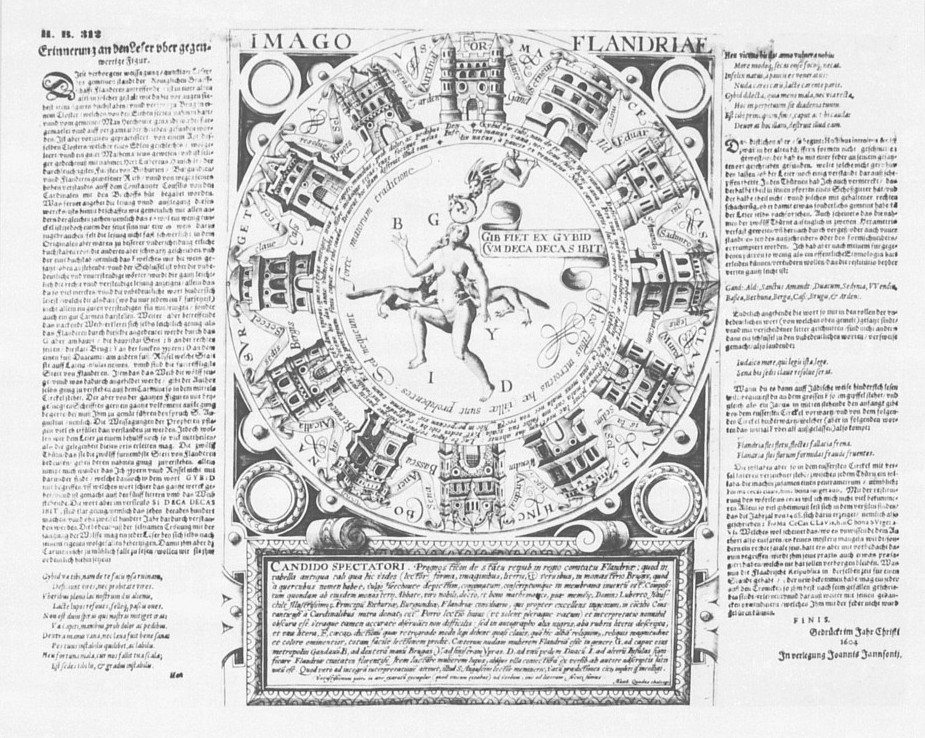
„Imago Flandriae“ (1604), Kupferstich von Matthias Quad von Kinckelbach nach Johann Otho

Otho entdeckte eine im 15. Jh. entstandene Prophezeiung „Imago Flandriae sive Vaticinium“ des Lubertus Hautscilt (1347–1417), Abtbischof des Augustiner-Klosters St. Bartholomäus in Eeckhout bei Brügge, und gab sie (um 1558?) als Vorhersage der Ereignisse des Jahres 1568 in Flandern heraus. Bereits 1567 machte Karl von Utenhove d. J. den englischen Staatssekretär William Cecil, 1. Baron Burghley (1521–1598) auf diese Vorhersage aufmerksam gemacht und erwartete ihre Erfüllung für das kommende Jahr 1568. Die Flugschrift „Imago Flandriae“ des Matthias Quad von Kinckelbach (1557–1613), eines Freundes Utenhoves, nahm 1604 anlässlich der Belagerung von Oostende Othos Deutung auf.
1562 gab Otho eine Introductio in historiam Romanam (= Einführung in die römische Geschichte) heraus und widmete sie Wilhelm Ketteler (um 1512–1582), dem ehemaligen Fürstbischof von Münster (reg. 1553–1557) und jülich-klevischem Rat. Die Einleitung war an den „Jüngling“ Theodor Ketteler adressiert. 1564 bemühte sich der Kölner Ratsherr und Hofpfalzgraf Johannes Helmann (um 1529–1579) über Pedro Ximémez (* um 1524; † 1595), einen Platz für seinen Sohn in Othos Schulklasse zu erhalten.
Johann Othos ehemaliger Schüler Karl von Utenhove d. J. besuchte Johann Otho und seine Familie 1565/66 in Duisburg und widmete ihm 1568 das Gedicht „Ianus Ottho. Scholae Duyburgensis Gymnasiarcha“. In dem Gedicht deutete er den Namen Ottho nach dem hebräischen אתת – ʾoṯoṯ (pl.; Zeichen) in Gen 1,14  als Vorzeichen auf die ersten Elemente (prima elementa), in denen sich Otthos „elementarer“ Unterricht in Latein, Griechisch und Hebräisch schon angedeutet habe.
1577 nach der Genter Pazifikation kam Johann Otho mit seiner Tochter Johanna zu einem kurzen Besuch nach Gent.
Otho war in Duisburg eng mit Gerhard Mercator befreundet und besaß die beiden Eckhäuser an der „Engen Gasse“ (auch „Gasse zum Panoven (Pfannofen)“ bzw. „Gasse zur Roßmühle“, heute „Kasinostraße“) zur Beekstraße, die er später vermietete. Das linke Haus hatte er bereits 1557 gekauft, um dort die Schule einzurichten.

## Familie
Johann Othos Frau wird verschiedlich erwähnt, wie 1557 in einem Brief von Cornelius Gualtherus (1512–1578) und Georg Cassander an Jan van Utenhove (1516/20–1565) in London oder 1559 in einem Brief von Johannes van der Meulen (Molinaeus) (* um 1525; † 1575) aus Löwen an Cassander in Duisburg. 1564 ließ Pedro Ximémez sie in einem Brief aus Köln an Georg Cassander in Duisburg grüßen.
Johanns Tochter Johanna Otho (* um 1549, † nach 1621) war eine neulateinische Dichterin.
Johann Othos Sohn Daniel Ottho (Hoste, Oste) (* um 1545/55, † vermutlich nach 1607) wurde in Gent geboren. 1566 erwähnte Johanna Otho einen Bruder, der sich gerade in Paris aufhält. Um 1580 kam Daniel Ottho aus Duisburg als Lateinlehrer an die Genter Hochschule „ten Jacopynen“ im ehemaligen Dominikaner- bzw. Jakobiner-Kloster (heute Kulturzentrum „Het Pand“). Zu seinen Schülern in Gent gehörten Daniel Colonius der Ältere (van Keulen; Cuelen) (1566–1635), Jan (Joannes) Sygismundus, Wilhelm Baudaert (1565–1640), Joos Laekius (van der Laeck, Lake), Livinus (Liévin) Deynoot, Josias Wibo (Wybout), Louys van den Berghe (Berghius; Montanus) und Philips Gallis (Galle). Im April 1584 kehrte er kurz vor dem Ende der „Genter Republik“ mit seiner Frau und seinen Kindern nach Deutschland zurück.
Justus Otho (* um 1580) aus Duisburg – sehr wahrscheinlich ein Enkel Johann Othos – immatrikulierte sich 1569 in Heidelberg. 1589 immatrikulierte sich „Daniel Ottho, Gandauus Flander“ in Heidelberg. 1602 schrieb sich dort ein „Daniel Otto“ als sein alter „Lehrmeister“ in das „Album amicorum“ des Wolfgang Marcus Gualtherus (um 1579–1642) aus Weinheim ein; 1603 bis 1607 ist ein „Daniel Otho“ als Pfarrer von Heddesheim bei Weinheim belegt.

## Werke
- (nicht erhalten) Partes orationis latinae vernaculo sermone digestae. Jodocus Lambert, Gent 1546[34]
- Breuis descriptio eor. qvae a S. P. Q. Gand. Philippo Austri. Caro. V. Caesar. Princip. Flandriar. Filio, et haeredi et fvtvro Principi Flandriar. exhibita fuere Gandaui. Cornelius Manilus, Gent 1549 (Digitalisat der Bayerischen Staatsbibliothek München), (Google-Books)
- Terentii flores vernaculo Flandrorum & Gallorum idiomate, ad communem puerorum usum traducti. Jodocus Lambert, Gent 1550 (Digitalisat der Bayerischen Staatsbibliothek München)
- Έκτύπωμα sive Topographia ac Chorographia urbis Gandensis (34 × 24,5 cm), 1551 (Collection Pierre Jacques Goetghebuer, Universitätsbibliothek Gent)
  - Weitere Aufl. 1567, 1575, 1581.
- De Pverorvm institutione Plutarchi Chaeronei Liber, quem omnes scholarum gubernatores patresque familias studiose peruoluat & obseruent dignus, è Graeco tralatus, Ioanne Othone Interprete. Cornelius Manilus, Gent 1555 (Google-Books)
  - [2. Aufl.]. Cornelius Manilus, Gent 1556 (Google-Books)
- (zugeschrieben) Communium adagiorum, è chiliadibus Erasmi selectorum, aliquot centuriae in puerorum usum cum vernacula interpretatione. Cornelius Manilus, Gent 1556[35]
- Plvtarchi Chaeronei De Complvrivm amicitia liber, Ioanne Othone Interprete, non infrugiferis per eunde[m] Annotationibus illustratus. Anacharsidis Schytae. Vnius praestantis viri, quàm multorum leuium amicitia potior. Henri van den Keere,[A 6][19] Gent 1556 (Google-Books)
- Plvtarchi Chaeronei De Esv Carnivm commentarij duo, è Graeco in Latinum conuersi, Per Ioannem Othonem. Henri van den Keere, Gent 1556
- Plvtarchi Chaeronei de superstitione Commentarivs Latine è Graece ab Ioanne Othone interpraetus. Henri van den Keere, Gent 1556 (Google-Books)
- Septem Sapientvm ecclesiae illvstriores aliquot sententiae & apophthegmata. Septem quoque Graecae sapientum praecepta et scite dicta a Joanne Othone … collecta. Adrianus Bethsinnius, Duisburg [Pseudonym = Pieter Overd’hage de Zuttere,[36] Wesel] 1558
  - (Wiederabdruck) in: Σωσιάδης: Τῶν ἑπτὰ σοφῶν καὶ τῶν σὺν αὐτοῖς καταριθμουμενῶν ἀποφθέγματα, συμβολαὶ καὶ ὑποθήκαι (Sosiades: Tôn heptà sophôn kaì tôn sỳn autoîs katarithmoumenôn apophthégmata, symboulaì kaì hypothêkai)[37] / Septem Sapientium et eorum qui iis connumerantur, apophthegmata consilia et praecepta. Sosidae septem sapientum praeceta. Per Joannem Othonem Brugensem latio Donata. Christoph Platin, Antwerpen 1570 (Google-Books)
  - (Wiederabdruck) in: Pierre Lagnier (Hrsg.): M. Tul. Ciceronis Sententiae Insigniores, Apophthegmata, Parabolae, seu Similia, at[que] eiusdem aliquot piae Sententiae. Omnia collecta à Petro Lagnerio Compendiensi. Walter Fabricius, Johannes Gymnich, Köln 1571 (und weitere Auflagen)
  - (Wiederabdruck; mit Widmung an Heinrich Sudermann und Hermann Sudermann (* um 1491; † 1571), „Duysburgi Clivorum Calendis Decemb. 1568 (= 1. Dezember 1568)“) Septem Sapientum et eorum qui iis connumerantur, apophthegmata, consilia & praecepta. In: M. Tullii Ciceronis selectae orationes ad exemplar probatissimorum codicum expressae, cum Christophori Cellarii argumentis, rhetorico artificio, verborum, rerum ac rituum interpretationibus. Additus est index adnotationum. Curavit et auxit, sed et sapientum graecorum apophtegmata per Joannem Othonem,... latio donata subjunxit Arn. Henr. Westerhovius. J. Wetstein, G. Smith, Amsterdam 1735, Anhang mit neuer Paginierung
- (nicht erhalten) (Hrsg.) Candido Spectatori. Prognosticon de statu reipubl[icae] in regio comitatu Flandriae[38] oder Lamberti Hantschilti [= Luberti Hautschilti], Abbatis, S. Bartholomaei Eeckhoutani Vaticinium, toti Flandriae fatali, anno M[D]LVIII inchoatum[39], o. O. o. J. [um 1558?]
  - (Nachdruck der Zeichnung „Imago Flandriae“) in: Nicolas Bazel:[A 7] Prognosticon nouum, anni huius calamitosissimi 1578. Cvm descriptione Cometae visi 14 Noembris anni elapsi, Autore Nicolao Bazelio. Henricus Henricius, Antwerpen 1578 = Prognostication nouuelle, de cest an calamiteux 1578. Auec description de la Comete veuë le 14. de Nouembre en l’an paßé. Par M. Nicolas Bazel, Medecin & Chirurgien de Bergues S. Winoch, en Flandres. Auec vne Prophésie fort vieille, nagueres trouuée a l'Abbaye vanden Eeckhoutte a Bruges. Henry Heyndricx, Antwerpen 1578
  - (Neuabdruck der Zeichnung „Imago Flandriae“) In: Matthias Quad von Kinckelbach: (Flugschrift) Imago Flandriae (Kupferstich 28,2 × 36,3 cm). Johannes Jannson, Arnheim 1604[40]
- Introductio in historiam Romanam pueris iam res gestas cognoscere incipientibus conscripta, per Ioannem Othonem Brugensem. Johannes Oridryus, Albert Buyss, Düsseldorf 1562.
  - 2. Auflage. Introdvctio in historiam Romanam, per Iohannem Othonem Brvgensem. Post primam editionem innumeris locis ex fide marmorum, numismatum, & veterum historiarum restituta. Addidimus Sex. Rufi Breuiarium rerum gestarum Pop. Ro. innumeris locis ad fidem antiquiß. exemplarium restitutum. Hubert Goltzius,[A 8] Brügge 1565 (Google-Books)
- (nicht erhalten) Sententiae insigniores et Apophthegmata illustriora e S. Scripturae. Christoffel Plantijn, Köln [= Antwerpen?] 1571[41]
- Grammatica Linguae Latinae, Köln o. J.[34][42]